# Nogent-sur-Marne
Pour les articles homonymes, voir Nogent.
Ne doit pas être confondu avec Nogent-sur-Seine.
Nogent-sur-Marne (prononcé [nɔ.ˈʒɑ̃ syʁ ˈmaʁn]) est une commune française située dans le département du Val-de-Marne en région Île-de-France.
C'est l'une des 47 communes de ce département et l'une des deux sous-préfectures. Le 10 juin 2010, Nogent-sur-Marne est la première commune du Val-de-Marne à obtenir le label « Commune touristique ». 

## Géographie

### Localisation

Localisation de Nogent-sur-Marne en région parisienne.

La commune est limitrophe du 12e arrondissement de Paris, par le bois de Vincennes. Elle se situe à 5 km de la porte de Vincennes et à 10 km du centre de Paris. Nogent-sur-Marne est située dans le grand bassin parisien, et fait partie de l’unité urbaine de Paris. L’ancien territoire est amputé de sa partie orientale, devenue la commune du Perreux-sur-Marne à la fin du XIXe siècle, le 28 février 1887.
| Fontenay-sous-Bois        | Fontenay-sous-Bois  | Le Perreux-sur-Marne |
| Paris (Bois de Vincennes) | Nogent-sur-Marne    | Le Perreux-sur-Marne |
| Joinville-le-Pont         | Champigny-sur-Marne | Champigny-sur-Marne  |

### Géologie et relief
La commune se situe au flanc d’un coteau dominant au sud et à l’est une boucle de la Marne. Elle possède en cela un grand nombre de rues particulièrement en pente (notamment le bas de la rue Bauyn-de-Perreuse). Elle est limitée à l’ouest par une ancienne forêt (l’actuel bois de Vincennes qui fait partie de la ville de Paris). Le point culminant de la ville se trouve au nord-est dans le quartier des Maréchaux près du fort de Nogent.

### Hydrographie
La commune est bordée au sud par la Marne.
Île des Loups sur la Marne (partagée avec Le Perreux-sur-Marne).

### Voies de communication et transports

#### Voies routières
Nogent-sur-Marne est desservie par l’autoroute A4 en venant de Paris ou de l'Est de la France ou par l'autoroute A86, le super-périphérique parisien. L'A86 passe sous la partie Est de la ville grâce à un tunnel. La jonction entre la A86 et la A4 n'est réalisée que pour moitié sous la Marne, ce qui entraîne des embouteillages sur le pont enjambant la Marne, dit « Pont de Nogent », permettant de rejoindre Champigny-sur-Marne. Cependant, les travaux sur le pont achevés en mars 2019 ont conduit à une fluidification de l'infrastructure par la suppression du carrefour à l'indonésienne qui était responsable de la perturbation du flux de véhicules.
Plusieurs départementales traversent la ville : la RD 86 (boulevard de Strasbourg, ancienne RN 34) et la RD 120 (traversant Nogent-sur-Marne du bois de Vincennes jusqu'au boulevard Albert-1er).

#### Pistes cyclables
Les pistes cyclables sont présentes dans plusieurs quartiers (bordure du bois de Vincennes, rue Théodore-Honoré…). Trois stations Vélib' sont accessibles à Nogent-sur-Marne : devant le commissariat de police municipal, entre le RER A et le bois de Vincennes, ainsi que sur le parvis de la gare de Nogent - Le Perreux du RER E.

#### Transports en commun

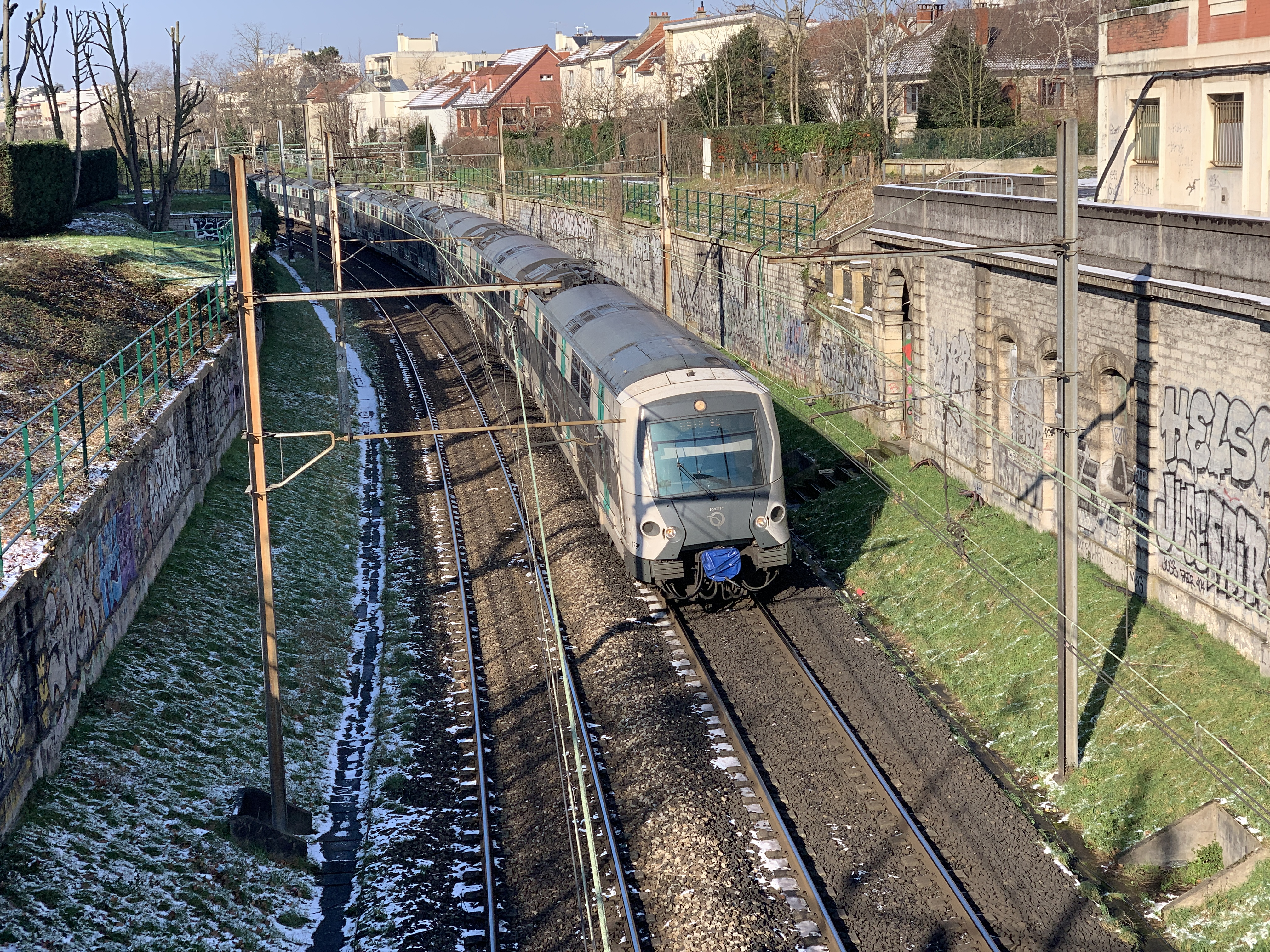
Un MI 09 arrivant en gare de Nogent-sur-Marne.

Nogent-sur-Marne est particulièrement bien desservie en infrastructures de communications :
En train, par la ligne A du RER à la gare de Nogent-sur-Marne (branche de Boissy-Saint-Léger) ou par la ligne E du RER gare de Nogent - Le Perreux (branche de Villiers-sur-Marne - Tournan-en-Brie) (voir Liste des stations du RER)
En bus, par les lignes du réseau de bus RATP en journée et Noctilien la nuit. Les lignes 114 et 210 relient également les gares de Nogent entre elles avec le métro à la station Château de Vincennes de la ligne 1 en moins de 10 minutes, ce qui peut être une bonne alternative pour rejoindre l'est parisien ainsi qu'en cas de situation perturbée.

#### Transport fluvial
Avec une capacité de 170 emplacements, le port de plaisance est le deuxième plus important d'Île-de-France après le port de l'Arsenal de Paris.

### Climat
Pour des articles plus généraux, voir Climat de l'Île-de-France et Climat du Val-de-Marne.
En 2010, le climat de la commune est de type climat océanique dégradé des plaines du Centre et du Nord, selon une étude du CNRS s'appuyant sur une série de données couvrant la période 1971-2000. En 2020, Météo-France publie une typologie des climats de la France métropolitaine dans laquelle la commune est exposée à un climat océanique altéré et est dans la région climatique Sud-ouest du bassin Parisien, caractérisée par une faible pluviométrie, notamment au printemps (120 à 150 mm) et un hiver froid (3,5 °C).
Pour la période 1971-2000, la température annuelle moyenne est de 11,9 °C, avec une amplitude thermique annuelle de 15,4 °C. Le cumul annuel moyen de précipitations est de 647 mm, avec 10,9 jours de précipitations en janvier et 7,7 jours en juillet. Pour la période 1991-2020, la température moyenne annuelle observée sur la station météorologique la plus proche, située à Joinville-le-Pont à 2 km à vol d'oiseau, est de 12,9 °C et le cumul annuel moyen de précipitations est de 654,0 mm,. Pour l'avenir, les paramètres climatiques de la commune estimés pour 2050 selon différents scénarios d'émission de gaz à effet de serre sont consultables sur un site dédié publié par Météo-France en novembre 2022.
| Mois                                  | jan.             | fév.             | mars          | avril           | mai           | juin           | jui.          | août           | sep.          | oct.        | nov.            | déc.            | année      |
| ------------------------------------- | ---------------- | ---------------- | ------------- | --------------- | ------------- | -------------- | ------------- | -------------- | ------------- | ----------- | --------------- | --------------- | ---------- |
| Température minimale moyenne (°C)     | 2,5              | 2,5              | 4,7           | 7,1             | 10,6          | 13,9           | 15,8          | 15,6           | 12,4          | 9,3         | 5,6             | 3,1             | 8,6        |
| Température moyenne (°C)              | 5,2              | 6                | 9,2           | 12,4            | 15,8          | 19,1           | 21,3          | 21,1           | 17,4          | 13,3        | 8,7             | 5,6             | 12,9       |
| Température maximale moyenne (°C)     | 7,9              | 9,5              | 13,7          | 17,6            | 21            | 24,3           | 26,8          | 26,5           | 22,5          | 17,4        | 11,7            | 8,1             | 17,3       |
| Record de froid (°C) date du record   | −15,6 17.01.1985 | −12,1 07.02.1991 | −6,6 01.03.05 | −2,5 12.04.1986 | 1 08.05.1997  | 4,8 04.06.1991 | 7,5 14.07.08  | 6,8 29.08.1986 | 4 18.09.10    | −1 28.10.03 | −6,8 24.11.1998 | −9,5 29.12.1996 | −15,6 1985 |
| Record de chaleur (°C) date du record | 17,3 27.01.03    | 22,5 27.02.19    | 27,5 31.03.21 | 31 20.04.18     | 33,4 27.05.05 | 38,9 21.06.17  | 42,5 25.07.19 | 41 12.08.03    | 35,9 08.09.23 | 31 03.10.11 | 22,5 08.11.15   | 17,2 17.12.15   | 42,5 2019  |
| Précipitations (mm)                   | 52               | 47,1             | 46,3          | 45,4            | 62,9          | 54,2           | 59,1          | 55,9           | 49,9          | 56,2        | 59,2            | 65,8            | 654        |

## Urbanisme

### Typologie
Au 1er janvier 2024, Nogent-sur-Marne est catégorisée grand centre urbain, selon la nouvelle grille communale de densité à sept niveaux définie par l'Insee en 2022.
Elle appartient à l'unité urbaine de Paris, une agglomération inter-départementale regroupant 407  communes, dont elle est une commune de la banlieue,,. Par ailleurs la commune fait partie de l'aire d'attraction de Paris, dont elle est une commune du pôle principal,. Cette aire regroupe 1 929 communes,.

### Morphologie urbaine

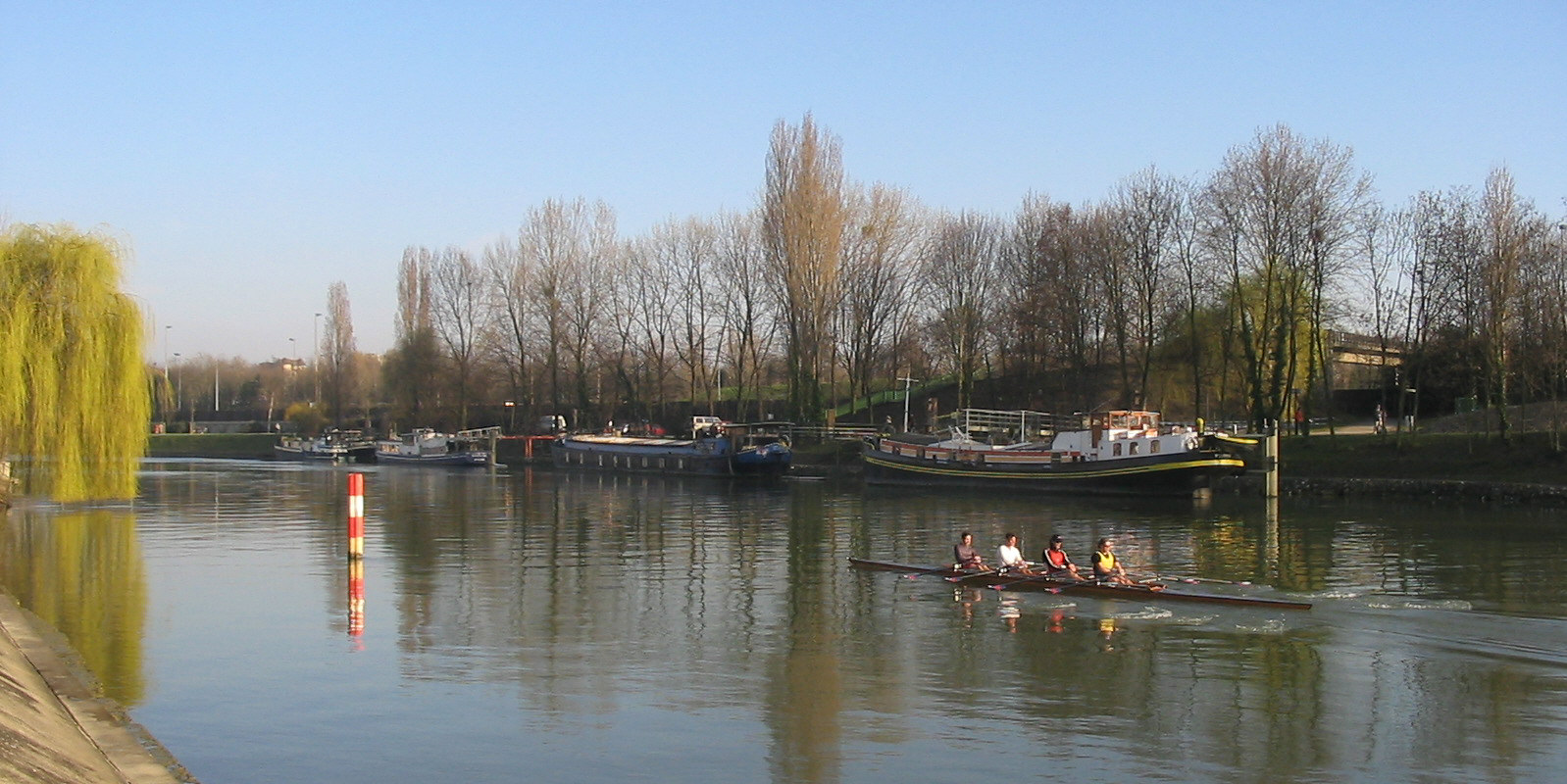
Bords de Marne à Nogent-sur-Marne depuis le quartier « île de Beauté ».

La commune est divisée en six secteurs représentés depuis fin 2008 par des conseils de quartier : Beauté Baltard, Le Bois-Porte de Nogent, Nogent Village, Plaisance (incluant Les Maréchaux), Le Port sous la Lune et Les Viselets.

### Logement
En 2009, le nombre total de logements dans la commune était de 15 689, alors qu'il était de 14 651 en 1999.
Parmi ces logements, 91,4 % étaient des résidences principales, 1,3 % des résidences secondaires et 10,5 % des logements vacants. Ces logements étaient pour 14,7 % d'entre eux des maisons individuelles et pour 84,6 % des appartements.
La proportion des résidences principales, propriétés de leurs occupants était de 52,7 %, en légère hausse par rapport à 1999 (50,7 %). La part de logements HLM loués vides (logements sociaux) était toujours inférieure au seuil légal de 20 % et même en baisse : 11,6 % contre 13,4 % en 1999.

### Projets d'aménagements
Pour les années 2014 à 2030, le projet d'aménagement voté au conseil municipal du 27 février 2013 comporte trois axes. Premièrement, inscrire le territoire dans la dynamique du Grand Paris tout en préservant l’identité et la spécificité de la commune. Deuxièmement, préserver et valoriser un cadre de vie d’exception par la protection du patrimoine. Troisièmement, renforcer l’attractivité économique, touristique et fonctionnelle de la ville. Les alentours de la gare RER Nogent-sur-Marne sont mis en chantier depuis début 2016 pour y construire des bureaux, des nouveaux logements et dégager une perspective sur le pavillon Baltard. Le marché central couvert, qui ne répond plus aux normes de sécurité, sera reconstruit.

## Toponymie

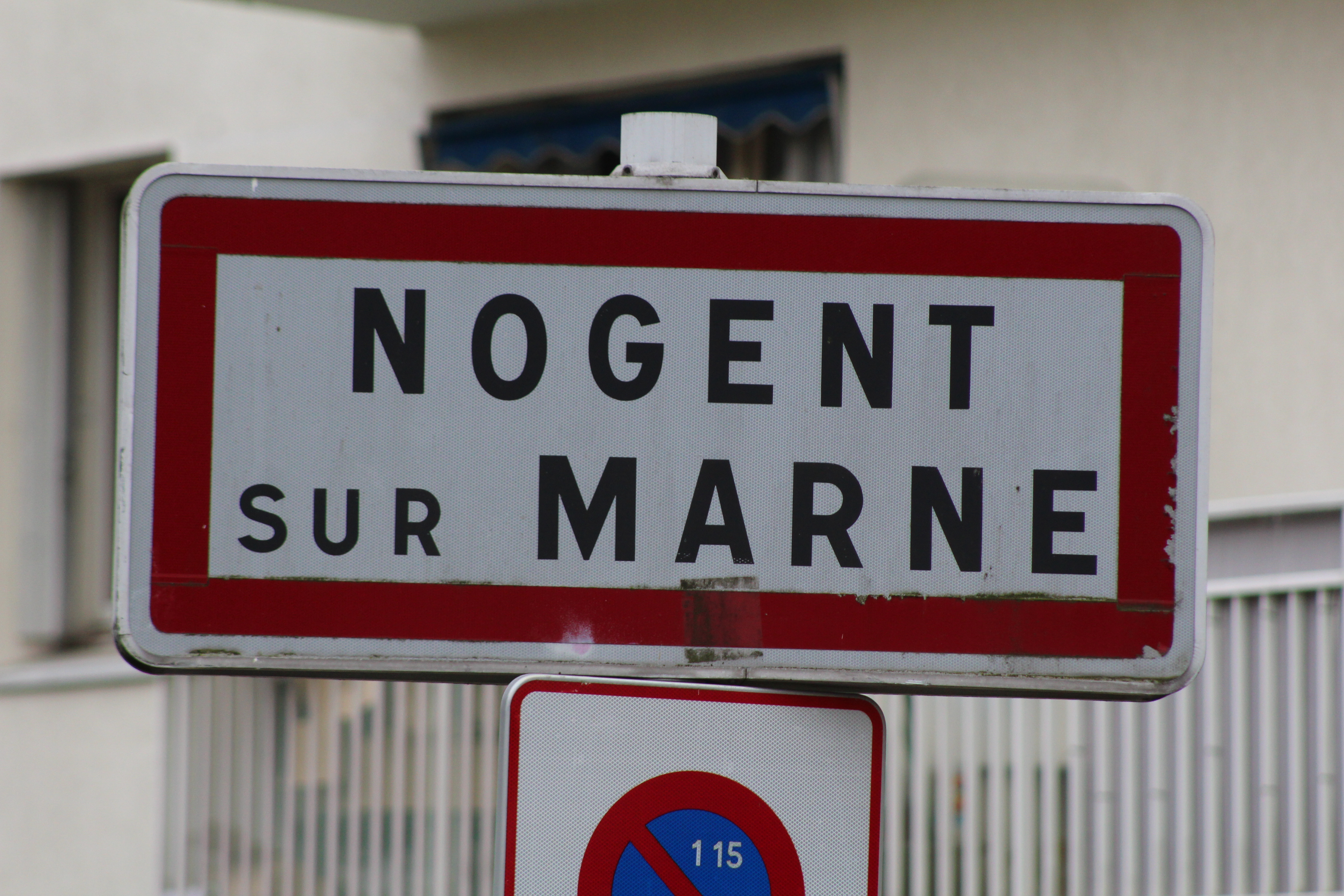
Panneau d'entrée depuis Fontenay.

Le nom de Nogent est un toponyme d'origine gauloise. Comme tous les Nogent recensés par Albert Dauzat et Charles Rostaing, attestée sous les formes de vico novigento au VIe siècle et Novientus en 848, il est composé par :
- l'élément celtique qui vient du latin « novio », signifiant neuf ou nouveau, que l'on retrouve également dans tous les Noyon, Nouvion, etc., suivi par
- le suffixe gaulois, lui-même provenant du latin « ent » qui désigne une localisation et que l'on retrouve dans Douvrend (Dovrent, XIIe siècle) semble-t-il[18] et dans Drevant (Derventum, sur dervo, chêne).

## Histoire et évolution

### Moyen Âge
Du fait de sa position au bord d'une rivière, la Marne, et de la forêt, Nogent-sur-Marne est un lieu propice à la création d'une agglomération, ainsi un peuplement de l'époque gallo-romaine est référencé à cet endroit.
Un palais mérovingien de Chilpéric Ier (526-584) aurait été situé à Nogent-sur-Marne. En 581, Grégoire de Tours cite Novigentum comme résidence du roi. Chilpéric y reçoit une délégation de Childebert II, vraisemblablement en 581.
Par ailleurs, une charte du site nogentais et datée du 5 mai 692, aurait été émise par le roi mérovingien Clovis III (670-?).
Il est possible que Thierry III ait également séjourné à Nogent en 675 ou 676.
D'autres documents officiels attestent également d'une occupation mérovingienne sur le territoire de la commune. La démonstration en est faite lors de fouilles de sauvetage en 1977 et 1987. Lors de ces recherches, un certain nombre de sépulture de cette époque sont mises au jour. La datation de cinq d'entre elles montre une occupation pérenne sur l'ensemble des périodes mérovingiennes et carolingiennes. La plus ancienne est creusée entre 422 et 563 de notre ère
Des domaines sont constitués au Moyen Âge :
- Le château de Plaisance, construit au XIIIe siècle, qui accueille Charles V et Jeanne de Bourbon en 1375. Le seul vestige qui en subsiste est un pavillon de l'actuelle maison de Santé, 30 rue de Plaisance, ainsi que le bas du mur d'enceinte des jardins.
- Le château de Beauté-sur-Marne, du XIVe siècle, est un lieu de séjour royal. Au XVe siècle, Charles VII l'offre à sa favorite Agnès Sorel, qui deviendra ainsi Dame de Beauté. C'est le cardinal de Richelieu qui le fera raser en 1626.

La seigneurie de Nogent appartint aux religieux de Saint-Maur-des-Fossés puis à des rois de France, mais les religieux et Charles VI affranchirent les habitants du droit de prise.
Une ordonnance du 14 février 1404 statua que les Nogentais faucheraient trois arpents d'une prairie royale, et en transporteraient le foin au château de Vincennes.
En mars 1475, par ses lettres patentes, Louis XI confirma les droits des habitants octroyés par ses prédécesseurs.

### Temps modernes
Dès le XVIIe siècle, alors que la population rurale est composée d’une majorité de vignerons et d'agriculteurs, la bourgeoisie découvre les charmes du pays et s’installe à Nogent-sur-Marne ; entre autres :
- François-Robert Secousse, curé de Saint-Eustache fait construire une propriété alors connue sous le nom d'« Hôtel Secousse » ou « Château Secousse ». La propriété est reconstruite par un architecte de la famille Mansart, peut-être Jean Mansart de Jouy au XVIIIe siècle. Plus tard la propriété prendra le nom de "Château de la Faulotte", nom de son dernier propriétaire et est définitivement détruite en 1896 pour laisser place à la rue de l'abbé Guilleminault.
- Jean-Antoine Watteau, le peintre qui vient passer chez M. Lefevre ses derniers instants et y meurt en 1721[26] — le lieu de résidence nogentais précis où il a vécu le restant de ses jours a occasionné un débat entre Pierre Champion et Émile Brisson vers la fin du XIXe siècle —. Un monument dédié à sa mémoire, sous la forme d'un buste supporté par un piédestal, est ultérieurement inauguré en 1865[26].
- Les Coignard, imprimeurs du roi, avec Jean Baptiste II qui imprime la première édition du dictionnaire de l'Académie française, et son fils Jean Baptiste III qui reprend sa charge et devient secrétaire du Roi et conservateur des hypothèques.
- L'abbé de Pomponne, abbé de Saint-Médard de Soissons, ambassadeur de Venise, aumônier du roi, conseiller d'État et créateur de la première compagnie de l'arc à Nogent[27] en 1733.
- Les Vandenywer, banquiers de la comtesse Dubarry, qui seront guillotinés avec elle.
- La comtesse de Larboust[28], petite fille de la nourrice de Louis XV, qui sauva ce dernier d'empoisonnement en le nourrissant exclusivement au sein, le laissant seul héritier du trône, alors que l'on assista aux décès rapprochés de Louis, Grand Dauphin, fils de Louis XIV, de Louis, duc de Bourgogne, petit-fils de Louis XIV, de son épouse Marie-Adélaïde de Savoie, et de Louis, duc de Bretagne, frère ainé de Louis XV[29].

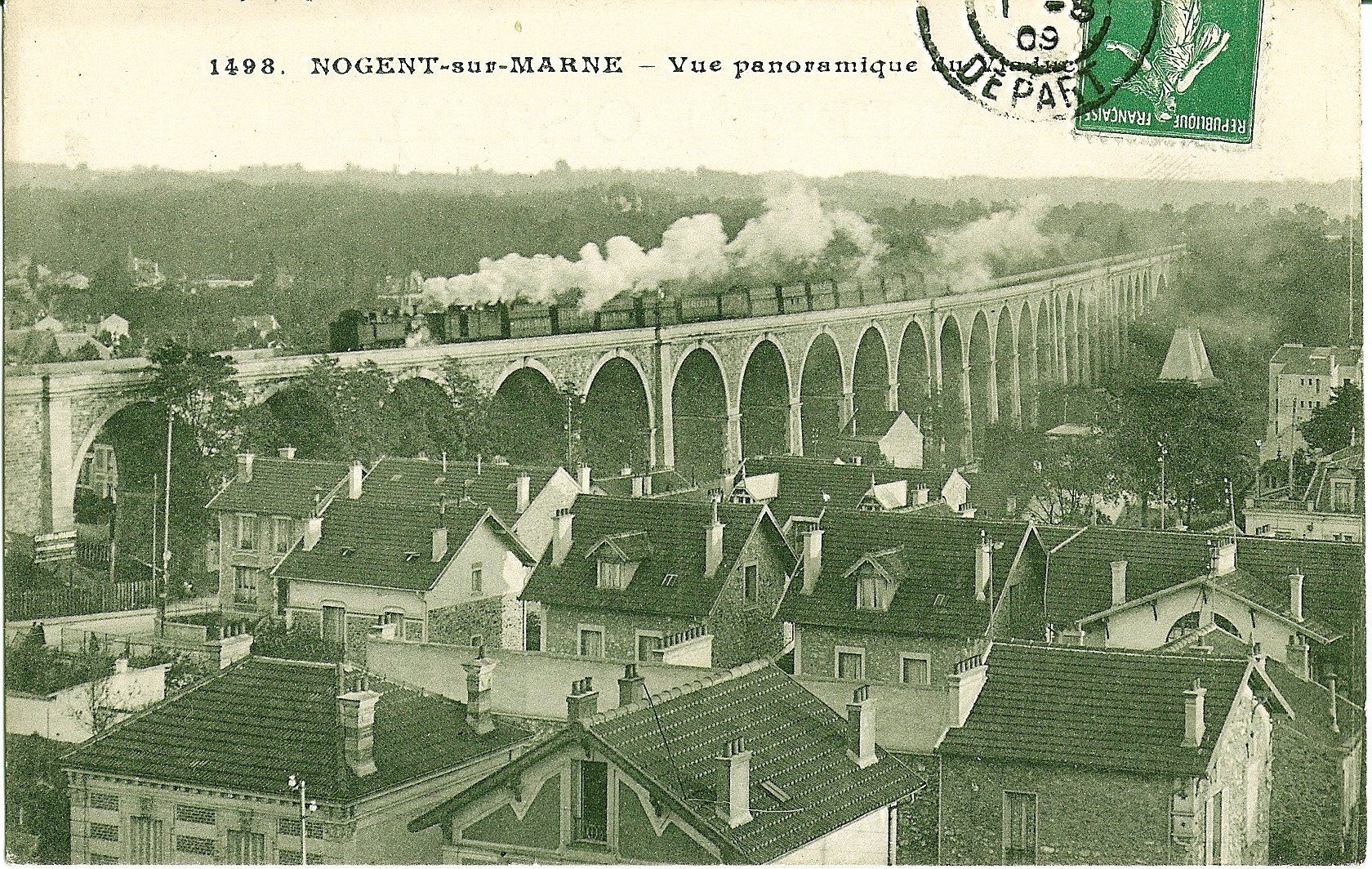
Le viaduc de Nogent, photographié vers 1900, qui marque le paysage de la ville, date de 1854.
Il permet aux lignes Paris - Mulhouse et de Grande Ceinture de franchir la vallée de la Marne.

### Révolution française et Empire
En 1789, lors du bouleversement administratif du pays initié par loi de l’Assemblée constituante, les archives municipales apparaissent avec la création de la commune de Nogent-sur-Marne dont elles retracent l’activité. En 1814, à la veille de l’occupation de Nogent par les Cosaques lors de la Campagne de France, les autorités communales les mettent en sûreté dans une cave, puis lors de la guerre franco-allemande de 1870, à la veille de l’arrivée des troupes confédérées allemandes, les transfèrent au tribunal de commerce de Paris.

### Époque contemporaine
Le 26 mars 1872, le maréchal Vaillant lègue à la commune sa propriété ravagée par les bombardements prussiens. C'est sur ces terrains que la nouvelle mairie est construite (actuel square d’Estienne-d’Orves) où les archives sont stockées, puis classées méthodiquement une fois les combats de 1940 achevés, puis relativement délaissées de 1950 à 1983, et réorganisées depuis cette date.
En janvier 1904, Émile Armet de Lisle inaugure au 31 rue du Port une usine qui exploite les « sels de radium ». Avec Henri Farjas il fonde une banque du radium et un magazine, Le Radium, pour des applications industrielles.

#### Chemin de fer nogentais, viaduc et tramways
La construction des deux lignes de chemin de fer de Paris à Mulhouse et de la Bastille à La Varenne dans les années 1850 accélère encore le processus. Le train arrive à Nogent-sur-Marne dans une gare provisoire le 7 juillet 1856 (actuelle ligne de Paris à Mulhouse). La gare de Nogent - Vincennes ouvre en 1859 sur la ligne de Vincennes.
Le viaduc de Nogent-sur-Marne dessert la ligne Paris-Mulhouse, et notamment pour la banlieue Paris Gare de l'Est à Tournan-en-Brie (devenu RER E en 1999), construit par les Auvergnats et les Belges est détruit une première fois le 15 septembre 1870. Ce sont les Italiens qui le reconstruisent. Il sera dynamité à nouveau par les Allemands en 1944, et les arches détruites remplacées par des arches en béton armé en 1945.

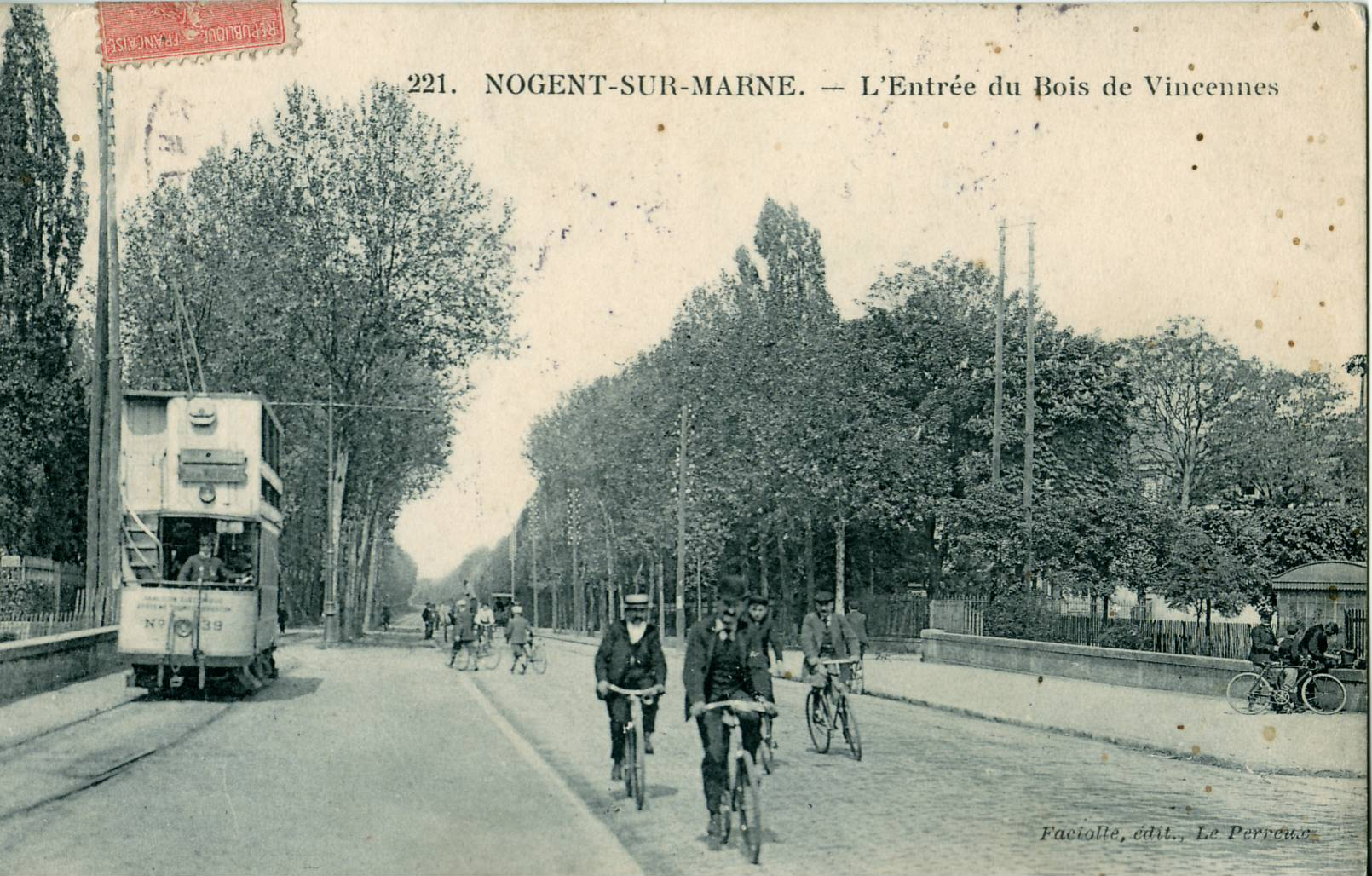
Tramway nogentais à impériale, en traction électrique, vers 1900, à l'entrée du Bois de Vincennes.

1887 voit l'ouverture d’une ligne de tramways « ligne Vincennes - Ville-Evrard », des Chemins de fer nogentais avec traction à air comprimé, puis électrique à partir de 1900.

#### Réseau de bus
À partir de 1937, un réseau d'autobus, partant notamment depuis le terminus du métro ligne 1 Château de Vincennes, prendra le relais (traversant le Bois de Vincennes via la Porte Jaune) (113 : Le Perreux via le boulevard de Strasbourg, 114 : Le Perreux via la Grande Rue, 120 : Bry-sur-Marne, via la Grande Rue). Ce réseau continuera jusqu'à l'arrivée plus pratique du RER A en 1969, s'ensuivant de quelques modifications : Le 313 partant alors du château de Vincennes, et tous les autres bus depuis la gare de Nogent.

#### Communauté italienne transalpine
Sans doute attirée par les travaux de reconstruction, c’est la communauté italienne qui s’implante. Venus pour la majorité de la province de Plaisance, ils sont originaires du Val de Nure, pas moins de 40 % pour Ferriere, et plus précisément de la frazione de Rocca, de Bettola, ou du Val Ceno (Bardi), mais aussi de la province de Novare, ou encore du Sud-Tyrol, de Toscane ou du Frioul. L’histoire de cette immigration est immortalisée par François Cavanna dans son roman Les Ritals.
L'immigration italienne débuta vers 1870 et connut son apogée vers 1926, en restant importante jusque dans les années 1960.
Isolée depuis 1854 par la construction du viaduc de la ligne Paris-Mulhouse, la commune du Perreux voit le jour après une lutte de plus de 10 ans en 1887.
L'urbanisation et l'aménagement du réseau routier se poursuivent avec la construction d'écoles, d'immeubles et du pont de Nogent. Après la Seconde Guerre mondiale, une politique de rénovation est menée, et des îlots sont construits le long des grands axes routiers. Les bords de Marne sont réaménagés avec le comblement de son bras mort, la construction du centre nautique et du port de plaisance.

#### Proximité du Bois de Vincennes
La forêt côtoyant Nogent, étant devenue le bois de Vincennes, entièrement réaménagé en 1855 et 1866, à la demande de Napoléon III, sa proximité sur Saint-Mandé à la limite de Nogent, en fait un lieu de loisirs facile d'accès pour les enfants, promeneurs ou cyclistes, en rejoignant le lac des Minimes près de la porte Jaune.
Pour davantage d'informations sur l'histoire urbaine et le patrimoine de Nogent-sur-Marne, voir l'ouvrage publié dans la collection Images du Patrimoine du ministère de la Culture : Inventaire général du patrimoine culturel, Région Île-de-France. Isabelle Duhau (réd.) ; Stéphane Asseline et Laurent Kruszyk (photogr.),.

#### Les guinguettes du bord de Marne
Nogent-sur-Marne est bien connu notamment pour ses guinguettes, situées en majorité sur les bords de la Marne. Dès la deuxième moitié du XIXe siècle, le petit peuple de Paris, utilisant le nouveau chemin-de-fer, y venaient en nombre le dimanche pour boire le guinguet, le vin local, exempté de la taxe parisienne sur l'alcool. De nombreux orchestres de bal musette s'y succèdent, de nombreux danseurs ou titis venus "guincher" et s'"encanailler" faisant tournoyer leur cavalière aux rythmes effrénés de l'accordéon, le dimanche après-midi notamment. Le nombre de guinguettes était particulièrement important au cours de son âge d'or vers 1900, favorisées par l'arrivée des Italiens. Nogent est alors surnommé l'Eldorado du dimanche et un film documentaire de Marcel Carné (1929) traite de ce sujet. Les bals musette se raréfièrent ensuite progressivement, surtout à partir des années 1960, détrônés par les nouvelles modes des danses et rythmes venus des États-Unis. La plus célèbre d'entre elles, toujours existante actuellement, conjointement au "Petit Robinson" de Joinville le Pont (fermé en 2007), est "Gégène". Les canotiers étaient également célèbres pour effectuer à cette époque un tour en barque sur la Marne.

#### Fête du petit vin blanc
La fête du Viaduc avec courses d’aviron et joutes nautiques et parfois lâchers de ballons aérostatiques, avait lieu le 15 août aux débuts du XXe siècle. Nogent-sur-Marne est renommée grâce à la chanson de 1943 sous forme de valse musette, Ah ! le petit vin blanc sur des paroles de Jean Dréjac et la musique de Charles Borel-Clerc, puis interprétée par Lina Margy. En juin 1954, sous l'égide de Roland Nungesser, qui deviendra maire de Nogent-sur-Marne en 1959, la fête du petit vin blanc fut organisée, conjointement à la fête des Guinguettes et à la fête de la Rentrée, en septembre, du Perreux sur Marne.
Cette fête réunissait sous forme de défilé voire concerts, tous les deux ans en juin durant deux jours consécutifs, de nombreuses fanfares venues de différents pays, comme notamment celles des villes jumelées, allemande de Siegbourg et suisse d'Yverdon, ainsi que de Hollande, formées de cuivres, fifres et tambours, précédées de majorettes, dont celles du quadrille de Nogent, accompagnées de corsos composés de chars fleuris et envois de confettis multicolores. Elle partait depuis le haut du boulevard de Strasbourg, descendant place Leclerc, pour s'acheminer dans la Grande Rue et terminer en se regroupant face à la mairie pour un concert de fanfares sur la place. Elle était clôturée par un feu d'artifice sur les bords de Marne. L'élection de la "miss" désignée "Reine du petit vin blanc" était une personnalité du spectacle (cinéma, chanson ou télévision). La dernière fête du petit vin blanc eut lieu en juin 1990.
En hommage à Jean Dréjac disparu en 2003, la ville inaugure en 2007 le square du Petit-Vin-Blanc bordé de vignes et de l’allée Jean-Dréjac.

#### Le Quadrille de Nogent-Val de Marne
Il débute en 1966 sous la forme « danses de salon et de la belle époque », s'inspirant du quadrille des Lanciers, comportant cinq figures. Il présente en costume d’époque, où le canotier et promenades en barques des bords de Marne étaient en vogue… puis participe au carnaval de Siegburg. Les danses folkloriques s'ajoutèrent ensuite aux représentations, avec les costumes appropriés. Il participe à de nombreux défilés dont la Fête du petit vin blanc.

#### Les Moineaux du Val-de-Marne
En 1953, l'abbé Pierre Tessier crée la chorale-manécanterie des Moineaux de Beauté-Plaisance, référence à deux quartiers de Nogent. Ils deviennent en 1965 Les Moineaux du Val-de-Marne, chantant notamment à l'église Saint Saturnin. Le père Roger Coutelle en assure alors la direction jusque vers 1975. Il écrit et compose également plusieurs chansons religieuses de Noël. Denis Chasset prend la succession. Ils enregistrent plusieurs disques renommés.
Le scoutisme est également très présent près des bords de Marne.

#### Le stade sous la Lune, la piscine et le Réveil de Nogent

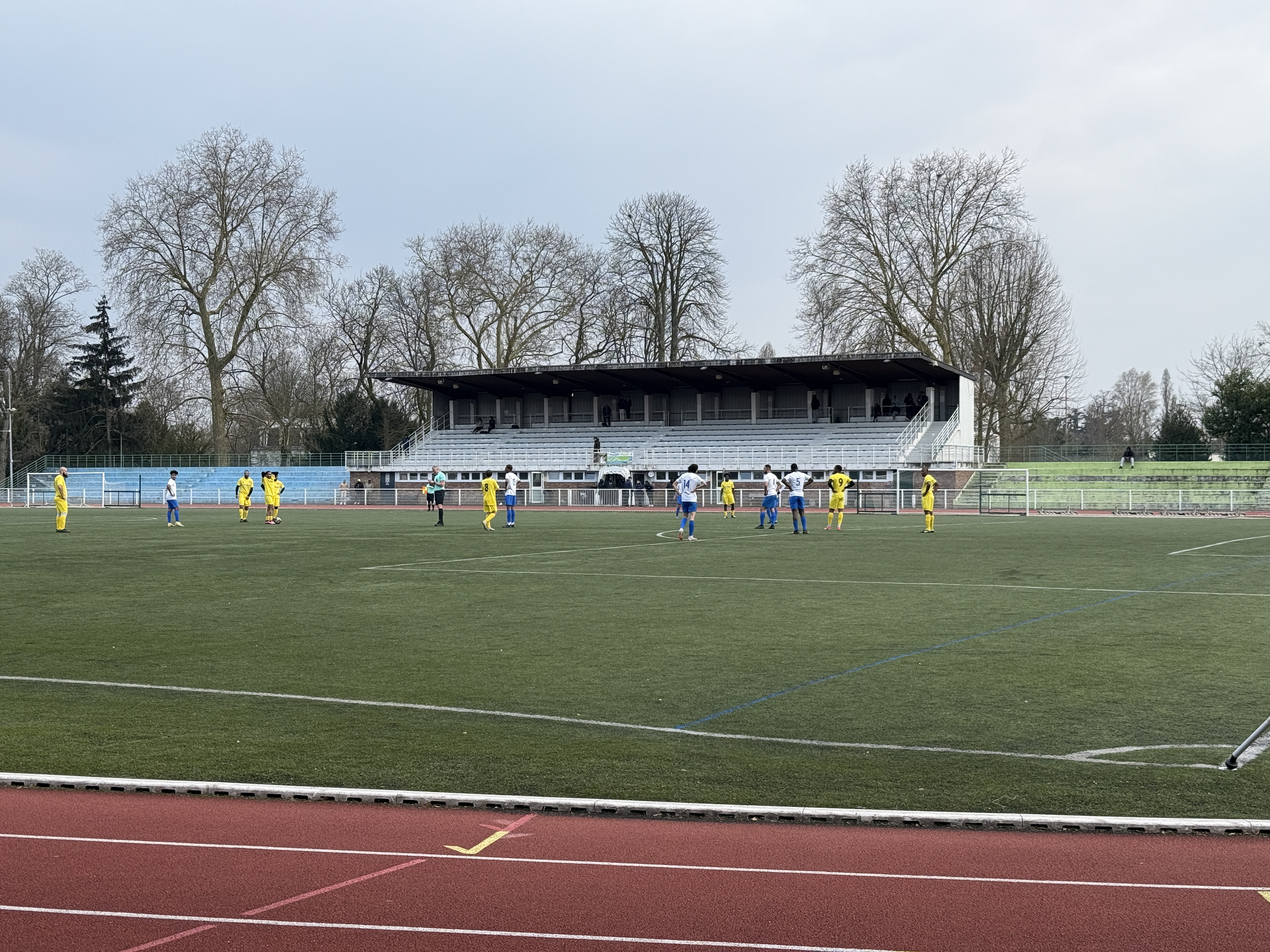
Match de football au stade sous la Lune.

L'aviron possède aussi son club sportif.
Au cours des années 1960, fut créé le « Stade sous la lune », puis la jetée du port de plaisance.
Enfin, en 1972, la piscine fut érigée, contenant un bassin intérieur de 25 m, un extérieur de 50 m, ainsi qu'une fosse au-dessous d'un ensemble de grands plongeoirs de 3, 5, et 7,50 mètres, le plus haut s'élevant jusqu'à 10 mètres. Un bowling s'y adjoignit.
Le Réveil de Nogent fut fondé en 1883 au départ pour la gymnastique et le tir, puis crée en 1933 une section de basket-ball, de hand-ball en 1953, de danse classique en 1951 et de danse rythmique en 1973.

#### Art, culture et conférences
Au 28 rue Émile-Zola, en 1936, une salle de fêtes polyvalente fut aménagée avec de belles décorations et une verrière au cachet particulier "rétro", à la place d'un ancien gymnase municipal lui-même érigé en 1927, pour des conférences, votes aux élections, projections de documentaires, spectacles, danse, réunions des Sociétés de Nogent, etc.
La Maison des Jeunes et de la Culture Louis-Lepage (nom de l'ancien adjoint au maire), fut créée dans les années 1970, proposant de nombreuses activités artistiques et culturelles : théâtre, danse, poterie, échecs, atelier littéraire, etc.
La petite place du Théâtre est aussi créée en 1990 près de la gare de Nogent-Le Perreux pour construire La Scène Watteau, propice aux pièces de théâtre, concerts et spectacles.

##### Cinéma Royal-Palace

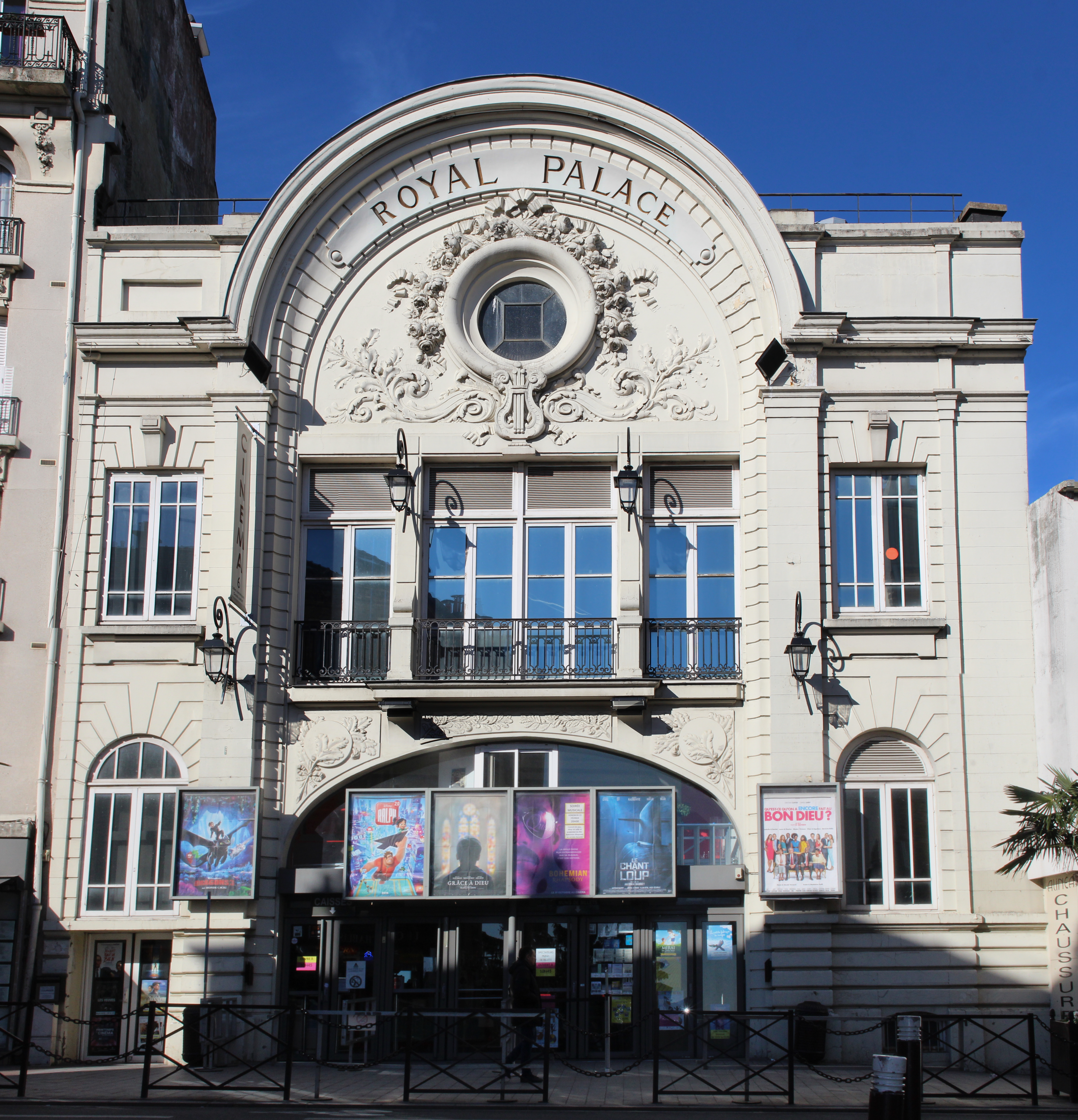
Façade du cinéma.

En 1921, Albert Klein construit dans la Grande Rue le Royal-Palace, celui-ci étant aussi utilisé durant l’entre-deux guerres en music-hall, accueillant de grands artistes comme Fernandel.
En 1972, il se transforme en quatre salles séparées Artel-UGC diffusant chacune un film en continu.
Face à la crise de l’exploitation cinématographique, il ferme ses portes au début des années 1990, puis rouvre en 1997 sous son nom originel du Royal Palace. En 2012, il rajoute deux salles à l'arrière du bâtiment historique, en le rendant conforme aux normes pour les personnes à mobilité réduite. Sa façade est classée aux monuments historiques en 1990.

#### Le RER A
En 1969, les carrefours de la place du Général Leclerc furent réaménagés, à la suite de l'arrivée du nouveau RER A desservant Boissy Saint-Léger jusqu'à Nation dans un premier temps, venu remplacer l'ancien train à locomotive à vapeur qui desservait jusqu'à Bastille. La gare de Nogent - Vincennes est fermée pour être remplacée par l'actuelle gare de Nogent-sur-Marne. De nombreux immeubles de 10 étages y furent construits. Un nouveau marché couvert s'y implanta ainsi qu'une patinoire qui fonctionna au cours des années 1990 sur cette place.
L'entrée se situe avenue des marronniers.

#### Le pavillon Baltard

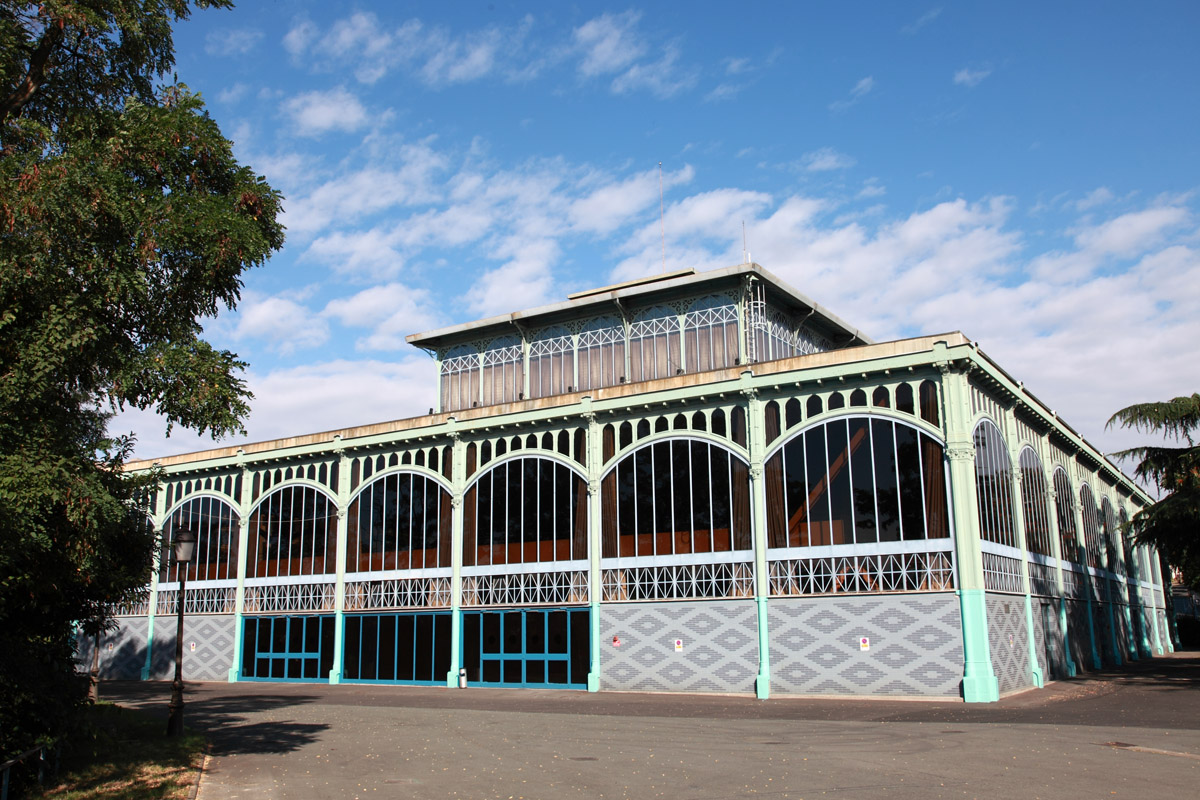
Pavillon Baltard.

En 1976, le maire Roland Nungesser rachète le 8e pavillon Baltard, construit à l'origine sous Napoléon III et démonté de l'ancien marché des Halles de Paris, pour le faire reconstruire, en réadaptant l'intérieur pour en faire une salle de spectacles.
Dans ce pavillon, il fait remonter également l'ex-orgue de cinéma du Gaumont-Palace, et installer un morceau des escaliers de la Tour Eiffel ainsi qu'un carrousel de chevaux de bois 1900, une colonne Morris et une fontaine Wallace.
De nombreux artistes et spectacles s'y succèdent tels que les organistes John Mann ou Rhoda Scott, les chanteurs Georgette Plana, Jack Lantier, Michel Sardou, Les Compagnons de la chanson, Thierry Le Luron, la chorale Vent d'Est avec le groupe andin Los Calchakis et le Quadrille de Nogent (danses de la belle époque et folkloriques). De 1990 à 1994, Michel Drucker effectue ses émissions diffusées sur TF1 au pavillon Baltard, sous le nom de Stars 90.

#### La sous-préfecture du Val-de-Marne
Vers 1978, les plus vieux bâtiments situés entre la Grande rue Charles-de-Gaulle et la rue Pierre-Brossolette sont démolis, pour y faire construire la nouvelle sous-préfecture du Val-de-Marne. Roland Nungesser baptise l'esplanade adjacente en hommage aux aviateurs Nungesser et Coli, honorant ainsi la mémoire de son oncle. Le parc Watteau, jusqu'ici privé, devient à cette même période accessible au public.
Le parc de l'Institut Biblique possède l'un des plus grands cèdres du Liban de la banlieue parisienne, patrimoine arboricole, le second n'ayant pu être conservé lors de l'aménagement de la sous-préfecture. La rue qui le borde s'appelait d'ailleurs rue du Cèdre avant d'être rebaptisée rue Jean Moulin vers 1959 en hommage au héros de la Résistance,
Au début des années 1990, la place du Marché est réaménagée avec un kiosque, de nouveaux bâtiments remplacent les anciens de manière plus "conviviale" et progressivement au fil des années, tout l'ensemble de la Grande Rue, ainsi que la rue Jacques-Kablé. La rue Baüyn-de-Perreuse où se situent l'école primaire suivie du lycée Edouard-Branly (l'une des plus pentue proche de Paris), devient entièrement piétonne pour les élèves.

## Politique et administration

### Rattachements administratifs et électoraux
Jusqu’à la loi du 10 juillet 1964, la commune faisait partie du département de la Seine. Le redécoupage des anciens départements de la Seine et de Seine-et-Oise fait que la commune appartient désormais au Val-de-Marne à la suite d'un transfert administratif effectif le 1er janvier 1968.
La commune fait partie du canton de Nogent-sur-Marne du département de la Seine créé en 1893. Il est recréé lors de la création du Val-de-Marne et comprend la totalité de la commune. Dans le cadre du redécoupage cantonal de 2014 en France, le canton de Nogent-sur-Marne est remanié, et la commune est désormais divisée entre ce canton et celui de Charenton-le-Pont.
Nogent-sur-Marne possède un tribunal d'instance. En revanche, le tribunal de grande instance, le tribunal pour enfants et la cour d'assises du Val-de-Marne sont à Créteil, de même que le tribunal de commerce. Nogent-sur-Marne dépend du tribunal administratif de Melun, de la cour administrative d'appel de Paris, et pour le conseil des prud’hommes, de Villeneuve-Saint-Georges.

### Intercommunalité
Les communes de Nogent-sur-Marne et du Perreux-sur-Marne ont créé en 2000 la communauté d'agglomération de la Vallée de la Marne (CAVM), qui ne comptait que ces deux villes.
Dans le cadre de la mise en œuvre de la volonté gouvernementale de favoriser le développement du centre de l'agglomération parisienne comme pôle mondial est créée, le 1er janvier 2016, la métropole du Grand Paris (MGP), à laquelle la commune a été intégrée.
La loi portant nouvelle organisation territoriale de la République du 7 août 2015 (loi NOTRe) prévoit également la création le 1er janvier 2016 d'établissements publics territoriaux (EPT), qui regroupent l'ensemble des communes de la métropole à l'exception de Paris, et assurent des fonctions de proximité en matière de politique de la ville, d'équipements culturels, socioculturels, socio-éducatifs et sportifs, d'eau et assainissement, de gestion des déchets ménagers et d'action sociale, et exerçant également les compétences que les communes avaient transférées aux intercommunalités supprimées
La commune fait donc également partie depuis le 1er janvier 2016 de l'établissement public territorial Paris-Est-Marne et Bois créé par un décret du 11 décembre 2015, et qui a remplacé la CAVM.

### Tendances politiques et résultats
Les dernières tendances politiques et résultats de plusieurs élections montrent que la ville penche nettement à droite.
Lors du second tour des élections municipales de 2014 dans le Val-de-Marne, la liste UMP menée par le maire sortant Jacques J. P. Martin obtient la majorité absolue des suffrages exprimés, avec 5 553 voix (50,77 %, 30 conseillers municipaux élus dont 8 communautaire), devançant très largement les listes menées respectivement par :
- Karine Renouil (UDI, 1 924 voix, 17,59 %, 3conseillers municipaux élus dont 1 communautaire) ;
- Michel Gilles (DVD, 1 731 voix, 15,82 %, 3 conseillers municipaux élus) ;
- Nicolas Leblanc (PS, 1 728 voix, 15,80, % 3 conseillers municipaux élus).

Lors de ce scrutin, 50,87 % des électeurs se sont abstenus.
Lors du premier tour de l’élection présidentielle française de 2017, Emmanuel Macron (EM)
arrive en tête dans la ville avec 34,5 % des suffrages devant François Fillon (LR) qui lui récolte près de 32 % des suffrages.
Ensuite arrive en troisième position Jean-Luc Mélenchon (FI) avec 13,5 % des voix, Marine Le Pen (FN) quatrième avec 7,3 % des voix et cinquième Benoît Hamon (PS) avec 6,9 % des voix. Lors du second tour, Emmanuel Macron (EM) arrive en tête avec 85,47 %.
Lors du second tour des élections municipales de 2020 à Nogent-sur-Marne, la liste LR menée par le maire sortant Jacques J. P. Martin — qui bénéficiait de la fusion de la liste LREM-MR  du premier tour menée par  Philippe Pereira — obtient la majorité des suffrages exprimés, avec 3 239 voix (41,80 %, 28 conseillers municipaux élus dont un métropolitain). Elle devance de 100 voix celle DVD menée par Gilles Hagège — fusionnée avec la liste DVC du premier tour menée par Frédéric Lamprecht  — qui a recueilli 3 139 voix (40,51 %, huit conseillers municipaux élus). La troisième liste EÉLV-PS-PCF-LFI-G.s menée par Paola Pietrandrea a obtenu 1 371 voix (17,69 %, 3 conseillers municipaux élus).
Lors de ce scrutin, marqué par la pandémie de Covid-19 en France, 64,25 % des électeurs se sont abstenus.

### Politique locale
Nogent-sur-Marne dispose d'un conseil des Jeunes Nogentais et d'un conseil des sages.
En 2007 un arrêté anti-mendicité fut institué de mi-septembre à fin avril et de 8 h à 17 h sur une partie importante du domaine communal. Un autre arrêté, pris le 16 septembre 2011, interdit de fouiller dans les poubelles et containers déposés sur la voie publique, de renverser leur contenu au sol, d'uriner ou de cracher sur la voie publique, ou de souiller celle-ci de quelque manière que ce soit ; le tarif de l'amende s'éleva à 38 euros. Le maire justifia cette mesure par des raisons de santé publique et d'esthétique urbaine. Cet arrêté créa une grande controverse à la suite de la reprise de l'information par l'ensemble des médias. Il a été suspendu par le tribunal administratif de Melun fin novembre 2011.
Le 11 février 2012 est annoncée par le maire l'érection d'une statue en bronze de 2 mètres de hauteur représentant l'artiste Carla Bruni, alors épouse du président. Cela a déclenché une vive polémique aux niveaux local et national, cette annonce intervenant en pleine campagne présidentielle. La mairie a finalement renoncé à prendre en charge une partie des coûts et la statue est financée intégralement par le promoteur Cogedim et inaugurée en septembre 2012.

### Liste des maires
Depuis la Libération de la France, six maires se sont succédé :
| Période | Période                      | Identité                     | Étiquette         | Qualité |
| ------- | ---------------------------- | ---------------------------- | ----------------- | --- |
| 1944    | 1945                         | Georges Charles Vilbert      |                   | |
| 1945    | 1947                         | Pierre Chapel                | DVD ?             | |
| 1947    | 1959                         | Charles Léon Gabriel Jobelin | RPF               | |
| 1959    | 1995                         | Roland Nungesser             | RPR               | Conseiller général de Nogent-sur-Marne (1967 → 1988) Président du Conseil général (1970 → 1976) Député de la Seine (1958 → 1966) et du Val-de-Marne (1968 → 1997) Ministre (1966 → 1968) Officier de la Légion d'honneur |
| 1995    | 2001                         | Estelle Debaecker            | UDF               | Directrice générale d'une société de conseil Conseillère régionale (1997-2002) |
| 2001    | En cours (au 3 février 2022) | Jacques J. P. Martin         | UMP → LR puis DVD | Conseiller général (1988 → 2015) Président de la CA Vallée de la Marne (? → 2015) Président de l'EPT Paris-Est-Marne et Bois (2016→2020) Président du SIPPEREC (201 → 2020 ) Réélu pour le mandat 2020-2026              |

### Jumelages
| Nogent-sur-Marne Yverdon-les-Bains Siegburg Val de Nure Nazaré Boleslawiec |

Au 20 février 2013, Nogent-sur-Marne est jumelée avec :
- Siegburg (Allemagne) depuis 1964[74] ;
- Yverdon-les-Bains (Suisse) depuis 1965[74] ;
- Val de Nure (Italie) depuis 1983[74], soit trois communes contiguës :
  - Bettola ;
  - Farini ;
  - Ferriere ;
- Nazaré (Portugal) depuis 1989[74] ;
- Bolesławiec (Pologne) depuis 2004[74].
- Antarès (bateau) (France) depuis 2009[75]

La ville a également signé des accords d'amitié avec Jezzine (Liban) et Metoula (Israël).
Par ailleurs, la commune a signé en 1992 un accord de coopération (eau et assainissement) avec la commune de Keur Massene en Mauritanie.

## Équipements et services publics

### Enseignement

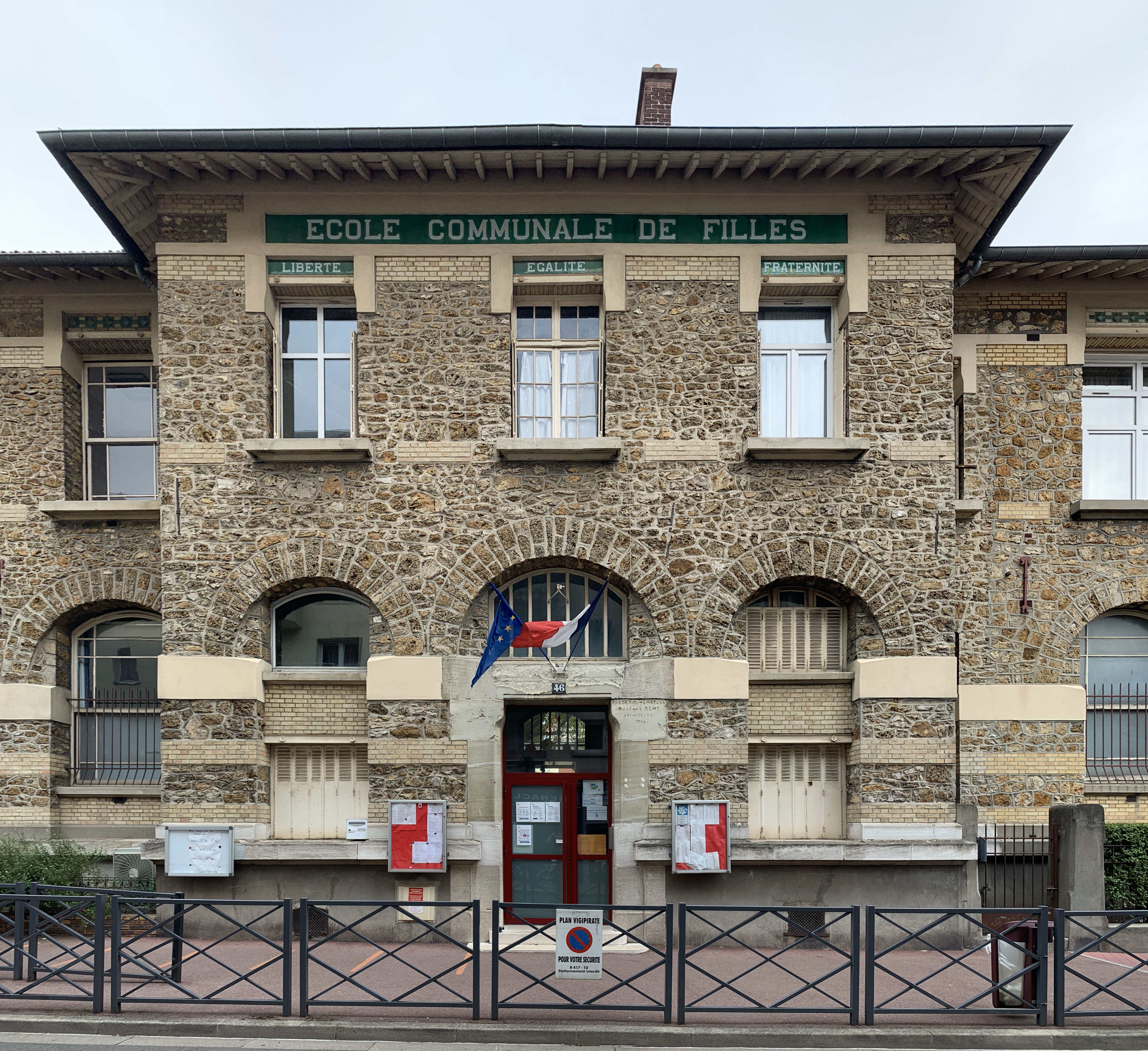
École Paul Bert.

Héritage du XIXe siècle où Nogent-sur-Marne s'urbanisa plus rapidement que les villages alentour du fait de l'arrivée de la ligne de chemin de fer, la ville constitue un pôle important en matière d’éducation, puisqu'on y trouve un grand nombre d'établissements au regard de sa population. Les établissements nogentais accueillent des élèves de toutes les communes avoisinantes. On trouve à la fois des lycées publics et sous contrat, généraux et professionnels.
Nogent-sur-Marne compte cinq écoles maternelles publiques[Quand ?] : Gallieni, Val-de-Beauté, Fontenay, Léonard-de-Vinci, Victor-Hugo et trois privés St André, Albert de Mun et Montalembert.
En cours primaire, il y a cinq écoles publiques : Val-de-Beauté, Paul-Bert, Guy-Môquet, Victor-Hugo et Léonard-de-Vinci, et trois privées Saint-André, Albert de Mun et Montalembert.
La ville accueille six collèges. Le collège Antoine Watteau et le collège Édouard-Branly sont publics, alors que Saint-André, Albert de Mun, Montalembert et le Cours Nogentais sont privés.
Nogent-sur-Marne a également de nombreux lycées. Le lycée général Édouard-Branly, le lycée technologique Louis-Armand et le lycée professionnel Edmond-Rostand sont issus de la division du lycée de Nogent-sur-Marne en 1967. L'EREA est un lycée professionnel pour les métiers du tourisme, et La-Source forme aux métiers de la mode. Val-de-Beauté est le quatrième lycée professionnel de Nogent-sur-Marne. Nogent-sur-Marne compte aussi deux lycées privés généraux, le lycée Albert-de-Mun et l'Institut Montalembert.

### Santé
L'hôpital privé Armand Brillard de Nogent-sur-Marne a fusionné avec la clinique de l'Orangerie au Perreux-sur-Marne. Il est équipé notamment d'un service d'urgence, d'un pôle maternité et d'un pôle d'imagerie médicale. Il est situé vers le bas de Nogent-sur-Marne, près du bois de Vincennes et du RER A.
Il fait partie du groupe Ramsay Générale de Santé

### Équipements sportifs
Les principaux équipements sportifs de Nogent-sur-Marne sont le stade Alain-Mimoun, avec un terrain synthétique, l'espace David-Douillet pour les arts martiaux, un centre nautique avec bassin extérieur, des courts de tennis et six gymnases.

## Population et société

### Démographie

#### Évolution démographique
L'évolution du nombre d'habitants est connue à travers les recensements de la population effectués dans la commune depuis 1793. Pour les communes de plus de 10 000 habitants les recensements ont lieu chaque année à la suite d'une enquête par sondage auprès d'un échantillon d'adresses représentant 8 % de leurs logements, contrairement aux autres communes qui ont un recensement réel tous les cinq ans,.

En 2022, la commune comptait 32 998 habitants, en évolution de +3,29 % par rapport à 2016 (Val-de-Marne : +3 %, France hors Mayotte : +2,11 %).
| 1793  | 1800  | 1806  | 1821  | 1831  | 1836  | 1841  | 1846  | 1851  |
| ----- | ----- | ----- | ----- | ----- | ----- | ----- | ----- | ----- |
| 1 198 | 1 256 | 1 004 | 1 170 | 1 201 | 1 496 | 1 828 | 1 996 | 2 104 |

| 1856  | 1861  | 1866  | 1872  | 1876  | 1881  | 1886   | 1891  | 1896  |
| ----- | ----- | ----- | ----- | ----- | ----- | ------ | ----- | ----- |
| 2 551 | 3 563 | 4 976 | 6 264 | 7 559 | 9 491 | 12 972 | 8 399 | 9 413 |

| 1901   | 1906   | 1911   | 1921   | 1926   | 1931   | 1936   | 1946   | 1954   |
| ------ | ------ | ------ | ------ | ------ | ------ | ------ | ------ | ------ |
| 10 586 | 11 721 | 14 051 | 17 464 | 19 765 | 21 324 | 21 056 | 21 547 | 23 581 |

| 1962   | 1968   | 1975   | 1982   | 1990   | 1999   | 2006   | 2011   | 2016   |
| ------ | ------ | ------ | ------ | ------ | ------ | ------ | ------ | ------ |
| 24 501 | 26 238 | 25 634 | 24 630 | 25 248 | 28 191 | 30 632 | 31 795 | 31 947 |

| 2021   | 2022   | - | - | - | - | - | - | - |
| ------ | ------ | - | - | - | - | - | - | - |
| 33 472 | 32 998 | - | - | - | - | - | - | - |

#### Pyramide des âges
La population de la commune est relativement jeune.
En 2018, le taux de personnes d'un âge inférieur à 30 ans s'élève à 35,6 %, soit en dessous de la moyenne départementale (39,5 %). À l'inverse, le taux de personnes d'âge supérieur à 60 ans est de 23,1 % la même année, alors qu'il est de 19,9 % au niveau départemental.
En 2018, la commune comptait 15 352 hommes pour 17 570 femmes, soit un taux de 53,37 % de femmes, légèrement supérieur au taux départemental (51,91 %).
Les pyramides des âges de la commune et du département s'établissent comme suit.
| Hommes | Classe d’âge | Femmes |
| ------ | ------------ | ------ |
| 0,8    | 90 ou +      | 1,9    |
| 5,7    | 75-89 ans    | 8,2    |
| 13,8   | 60-74 ans    | 15,5   |
| 18,9   | 45-59 ans    | 18,6   |
| 22,5   | 30-44 ans    | 22,6   |
| 17,9   | 15-29 ans    | 16,4   |
| 20,4   | 0-14 ans     | 16,8   |

| Hommes | Classe d’âge | Femmes |
| ------ | ------------ | ------ |
| 0,5    | 90 ou +      | 1,4    |
| 5,1    | 75-89 ans    | 7,2    |
| 12,6   | 60-74 ans    | 13,6   |
| 19,4   | 45-59 ans    | 19     |
| 21,1   | 30-44 ans    | 21,1   |
| 20,9   | 15-29 ans    | 19,5   |
| 20,3   | 0-14 ans     | 18,2   |

### Manifestations culturelles et festivités
De nombreux événements ont lieu tout au long de l'année :
- Salon de l'artisanat et des métiers d'art (début décembre)
- Téléthon (début décembre)
- Durablement Nogent-sur-Marne : animations, exposition sur le développement durable (début avril)
- Animaflore (début mai)
- Vive l'art rue, avec des spectacles d'art de la rue, organisé par le comité départemental des MJC (mi-mai)
- Les Médiévales (fin mai)
- Festival de l'OH! (organisé par le conseil général au printemps un an sur deux)
- Foire aux Trouvailles, grand vide-grenier, (fin juin et fin septembre)
- Fête de la musique, avec plusieurs concerts sur le théâtre d'eau (21 juin)
- Cinéma en plein air, en partenariat avec la Maison d’art Bernard-Anthonioz. (fin juin)
- Feu d'artifice et bal des pompiers du 13 juillet.
- Village des associations (début septembre)
- Journées du patrimoine. Une exposition, un spectacle, des visites sont organisés avec un thème différent chaque année (3e week-end de septembre)
- Fête des Jardins (fin septembre)
- Festival de courts-métrages cinématographiques et d'animation « Autour du Court »

#### Associations
Nogent-sur-Marne possède de nombreuses associations très actives, qui participent aux différentes manifestations tout au long de l'année (Village des Associations, Téléthon…) ou aux stages sportifs (appelés SMS) durant les vacances scolaires.
- La commune est le siège de la Fédération Française des Sociétés d’aviron, situé en bord de Marne. Clubs : Club nautique de Nogent et Encou (Société d'Encouragement du Sport Nautique)
- La Maison des Jeunes et de la Culture Louis-Lepage,
- Club de football de district jouant au Stade sous la Lune Alain-Mimoun : FC Nogent-sur-Marne
- Club de Basket-ball : le NBC[91]
- La ville détient le plus gros club de karaté (en termes d'adhérents) du Val-de-Marne : Karaté club de Nogent
- Club de volley-ball : le VCN (Volley Club Nogentais)[92]
- Son club d'athlétisme s'appelle l'UAI Nogent (Union athlétique Intergatz'Arts)
- Le Réveil De Nogent Handball (RNHB) est l'association de handball de la ville qui est en quatrième division de handball français.
- Le Réveil de Nogent Gymnastique (RNGYM) est l'association de gymnastique de la ville.
- Club de judo : JKC NOGENT (Judo Kano Club Nogent)
- Club d'aïkido : AKDN. Cette association est reconnue association d’amitié franco-japonaise par l’ambassade du Japon. Elle est la seule association d’aïkido en France à bénéficier de cet agrément[réf. nécessaire] qui exige une pratique sportive mais également une action dans le domaine socioculturel franco-japonais.
- Le Réveil de Nogent (RN) regroupe plusieurs disciplines : gymnastique, handball (RNHB, voir ci-dessus)
- Natation : Nogent Natation 94 et Les Dauphins de Nogent
- Baseball : « Les Bandits de Nogent »
- Rugby : Union des bords de Marne. (rugby hommes, femmes et enfants)
- Aviron : plusieurs clubs d'aviron le long de la Marne, dont l'Encou qui a remporté plusieurs titres nationaux, dans différentes catégories.[réf. nécessaire]

### Médias
Il existe un magazine municipal (le Magazine de Nogent-sur-Marne). Les actualités sont également relayées par les médias régionaux (Le Parisien, Val-de-Marne infos, les échos du Val-de-Marne). Une télévision locale, Télé du Val-de-Marne, a été créée au printemps 2013. L'information relative à Nogent-sur-Marne est également diffusée sur le site de presse en ligne Nogent-Citoyen.

### Cultes

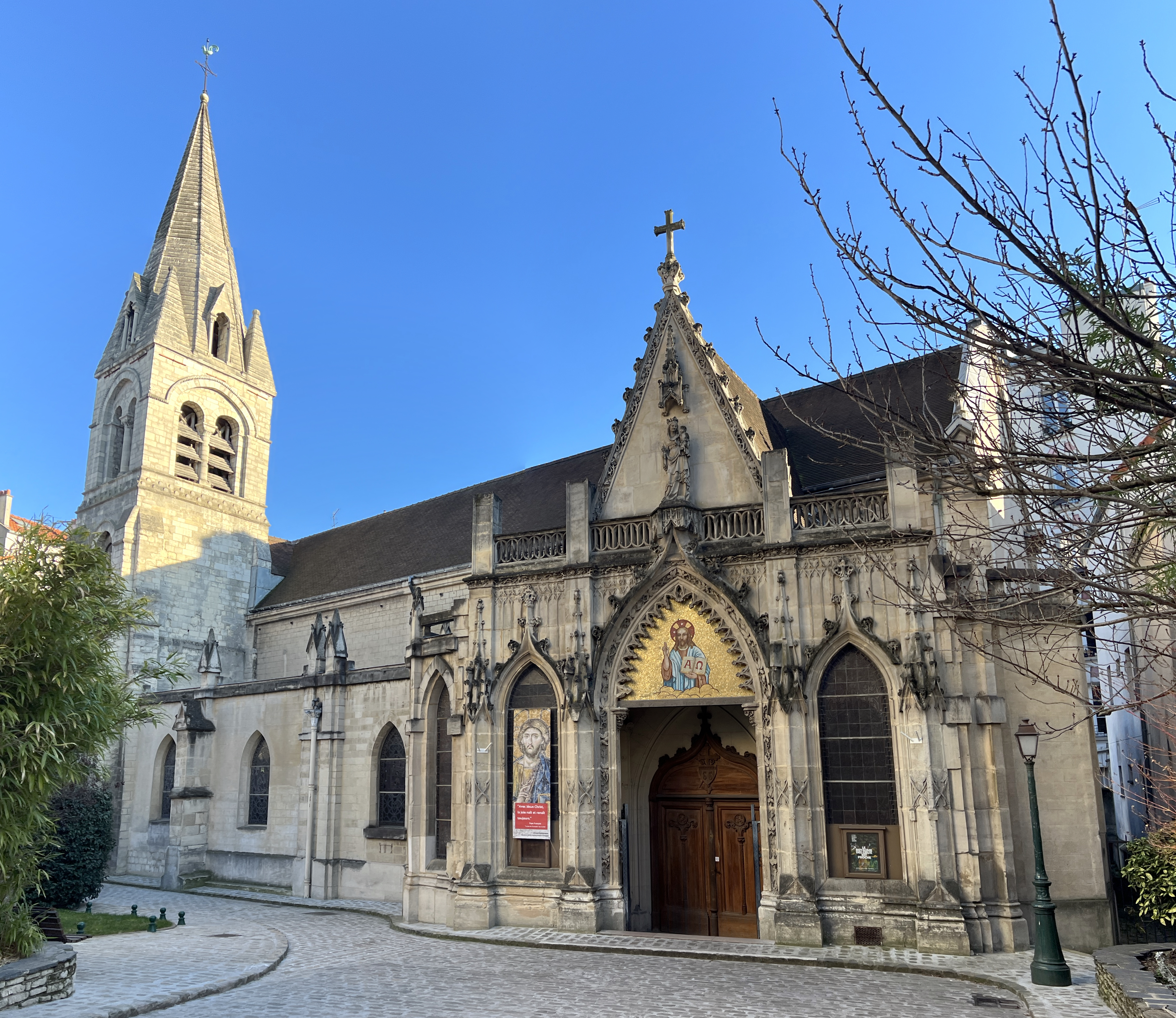
Église Saint-Saturnin.

Plusieurs confessions chrétiennes et le judaïsme sont représentés à Nogent-sur-Marne :
- le culte catholique à la paroisse Saint-Saturnin, à la chapelle Sainte-Anne (rue Saint-Quentin), à Sainte-Marie-du-Val (avenue Charles-V), au Carmel (rue de Plaisance) et aux couvents des Sœurs Disciples du Divin Maître (rue de Plaisance) et des Sœurs missionnaires du Saint-Esprit (rue de Plaisance)
- le culte évangélique à l'Église évangélique de Nogent (rue Théodore-Honoré)
- le culte mormon, à la paroisse de Nogent (rue Léon-Lepoutre)
- le culte israélite au Centre communautaire israélite Ain-Beth Meïr (rue Henri-Dunant)

## Économie

### Revenus de la population et fiscalité
En 2010, le revenu fiscal médian par ménage était de 40 896 €, ce qui plaçait Nogent-sur-Marne au 2 086e rang parmi les 31 525 communes de plus de 39 ménages en métropole.

### Emploi
En 2009, la population âgée de 15 à 64 ans s'élevait à 20 695 personnes, parmi lesquelles on comptait 78,9 % d'actifs dont 71,7 % ayant un emploi et 7,2 % de chômeurs.
On comptait 8 512 emplois dans la zone d'emploi, contre 7 988 en 1999. Le nombre d'actifs ayant un emploi résidant dans la zone d'emploi étant de 14 989, l'indicateur de concentration d'emploi est de 56,8 %, ce qui signifie que la zone d'emploi n'offre qu'un peu plus d'un emploi pour deux habitants actifs.

### Entreprises et commerces
Au 31 décembre 2010, Nogent-sur-Marne comptait 2 788 établissements : 5 dans l’agriculture-sylviculture-pêche, 82 dans l'industrie, 152 dans la construction, 2 067 dans le commerce-transports-services divers et 482 étaient relatifs au secteur administratif.
En 2011, 330 entreprises ont été créées à Nogent-sur-Marne, dont 190 l'ont été par des autoentrepreneurs.

## Culture locale et patrimoine

### Lieux et monuments
La commune compte un site classé et cinq monuments inscrits à l'inventaire des monuments historiques :
- le château Smith-Champion et son jardin anglais (lieu fermé au public, d'une surface de 9,2 hectares)[96] (site classé)
- l’Hôtel des Coignard, construit au XVIIe siècle, fut occupé durant le XVIIIe siècle par une dynastie d’imprimeurs du roi, qui lui ont donné son nom. Cette demeure devint propriété communale en 1914. Le Conservatoire de musique et d’art dramatique Francis Poulenc y est installé depuis 2002. Au rez-de-chaussée, le « Carré des Coignard » accueille des expositions de peinture, de sculpture, ainsi que parfois des récitals de poésie ou des animations, comme le festival du développement durable[97].

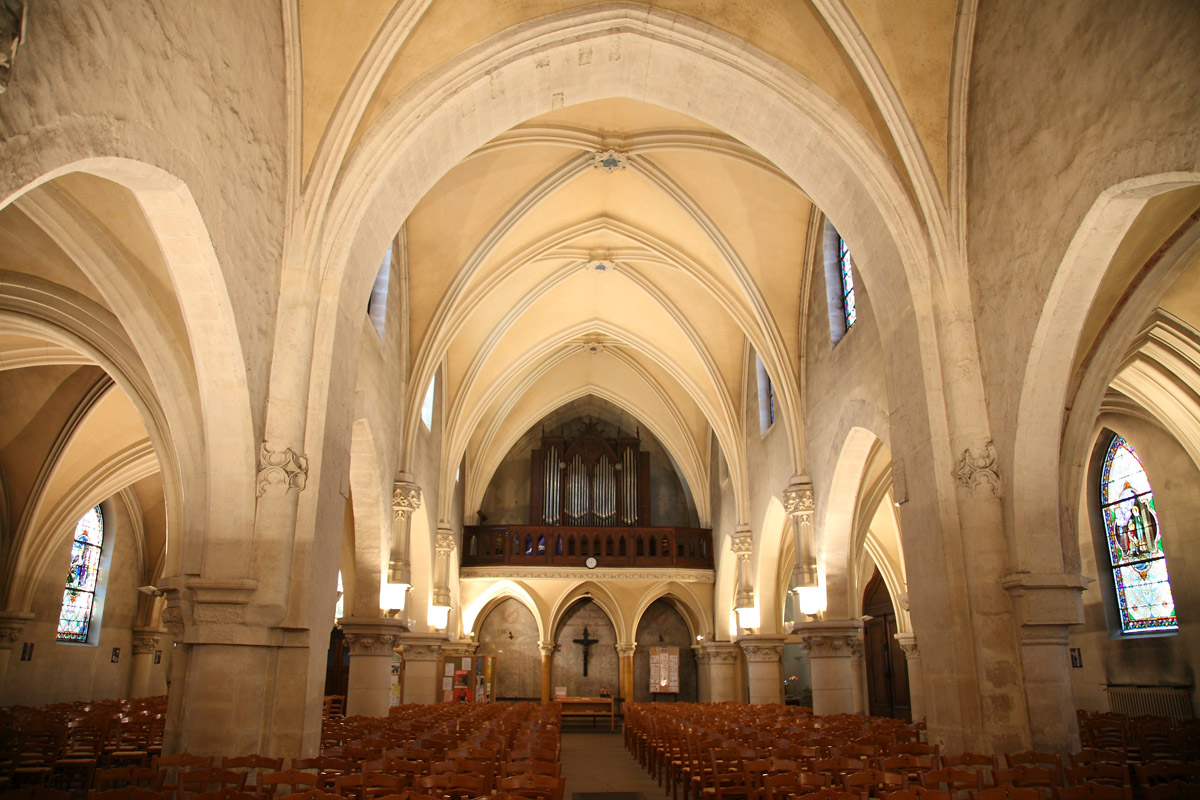
Église Saint-Saturnin.

- l’église Saint-Saturnin est une des plus grandes églises du département. Église Saint-Saturnin.Sa construction a été commencée au XIIe siècle. De cette époque ne subsiste que le clocher qui est classé. Ensuite, jusqu’au début du XXe siècle, des aménagements et agrandissements lui ont été apportés pour aboutir à sa forme actuelle. Elle est de style gothique et abrite des peintures du Moyen Âge récemment mises au jour lors d'une rénovation[98].
- le cinéma Royal Palace : construit de 1919 à 1921, dont la façade est inscrite à l’Inventaire des monuments historiques en 1991, ce cinéma fut aussi un des lieux phares du music-hall parisien[99].
- le pavillon Baltard : en 1977, le maire Roland Nungesser inaugure le pavillon Baltard (ancien pavillon de la volaille et des œufs aux Halles de Paris acheté en 1973), que la commune a acheté et fait installer dans la commune, le sauvant ainsi de la destruction. Il y installe l'orgue du Gaumont-Palace, dernier orgue de cinéma installé en France, vendu aux enchères à Drouot après la fermeture du cinéma en 1972, et le fait entièrement restaurer[100],[101]. Depuis, le pavillon reçoit manifestations, spectacles et émissions de télévision.
- la villa La Détente (propriété privée), construite en 1904 par l'architecte Georges Nachbaur, sise au 3 boulevard de la République[102]. Inscrite à l'inventaire supplémentaire en juillet 2013.

On peut également citer :
- 58 lieux et monuments référencés à l'inventaire général du patrimoine culturel dont un riche patrimoine Art déco et Art nouveau, en particulier grâce aux architectes Nachbaur père et fils et à Georges Damotte
- La kouba, au cimetière de Nogent-sur-Marne : monument hommage aux combattants musulmans de la 1re guerre mondiale[103]. La kouba fut inaugurée le 16 juillet 1919. Peu entretenue, ses vestiges ont été détruits en 1982. Elle a été reconstruite en 2010[104].
- Une isba, résidu du pavillon russe de l'exposition universelle de 1878 ; rue Henri Dunant (propriété privée).
- Parcs et jardins ouverts au public : le parc départemental Watteau et huit squares (square d’Estienne d’Orves, square des Oulches, square d’Yverdon, square Walter, square Tino-Rossi, square Dagobert, square Leclerc et square du Petit-Vin-Banc).
- Le jardin tropical de Paris, édifié en 1899, et transformé en 1907 pour accueillir l’Exposition coloniale. En lisière de Nogent, il est situé à Paris dans le bois de Vincennes[105]. Il est inscrit à l'inventaire.
- L'ancienne gare de Nogent - Vincennes.
- la chapelle Sainte-Marie-du-Val, construite en 1966[106]

### Patrimoine culturel
- Musée de Nogent-sur-Marne.
- Chœur des Petits Chanteurs de Nogent-sur-Marne « Les Moineaux du Val-de-Marne ». À la suite d'une enquête concernant des abus sexuels sur des enfants de la chorale, Jacques J. P. Martin, maire de Nogent-sur-Marne, décide en 2023 de retirer la subvention et le local communal qui leur sont accordés[107].

### Équipements culturels
- Carré des Coignard, espace d'exposition d'art contemporain (peinture, sculpture), situé dans l'hôtel des Coignard.
- Conservatoire municipal Francis-Poulenc.
- Bibliothèque municipale Cavanna.
- Archives municipales : également lieu d'exposition.
- La Scène Watteau (théâtre conventionné).
- La Maison d’art Bernard-Anthonioz (MaBA)[108] : lieu d’exposition d’art contemporain financé par la Fondation nationale des arts graphiques et plastiques.
- La Maison nationale des artistes est une maison de retraite pour artistes (gérée par la Fondation nationale des arts graphiques et plastiques). Elle abrite un lieu d'exposition.
- MJC Louis-Lepage : activités régulières, événements (concerts, festivals...), expositions, vestiaire solidaire, ressourcerie, jardin partagé, ateliers gratuits, accueil inconditionnel.
- Le Royal Palace, cinéma Art et Essai de six salles.
- L'association Hélices poésie, dirigée par Emmanuel Berland, regroupe poètes et musiciens, officie au Carré des Coignard dans un récital de poésie suivie d'une scène ouverte depuis 2003.

### Personnalités liées à la commune
- Madeleine Dior (1879-1931), femme de l'industriel Maurice Dior (1872-1946), mère du grand couturier Christian Dior (1905-1957) et de la résistante Catherine Dior (1917-2008) y est morte.
- Louis Massignon, islamologue (1883-1962) est né à Nogent-sur-Marne
- Jeff Panacloc (Damien Colcanap) artiste ventriloque, est né (en 1986) à Nogent-sur-Marne

Artistes ayant vécu à Nogent-sur-Marne :
- l'accordéoniste Yvette Horner séjourna à Nogent-sur-Marne de 1955 à 2005[109].
- Charles Trenet habita les dernières années (1990 à 2001) à Nogent-sur-Marne[110].
- Laurent Voulzy y vécut durant toute sa jeunesse[111],[112].
- Jean Sablon y est né en 1906 et en 2006 en bord de Marne est inaugurée la promenade Jean-Sablon, dans le prolongement du quai du Port passant sous le viaduc ferroviaire[113].
- l'écrivain François Cavanna est né à Nogent-sur-Marne en 1923, et y a passé sa jeunesse[114]. Il a donné son nom à la bibliothèque municipale de la ville.
- la danseuse Marion Barbeau est née à Nogent-sur-Marne en 1991.
- l'auteur-compositeur interprète et comédien français Jacques Higelin est décédé à Nogent-sur-Marne en 2018.

### Héraldique, logotype et devise
| Blason de Nogent-sur-Marne | Blason  | Coupé : au 1er, d'azur aux deux épis de blé passés en sautoir, cantonnés, en chef et aux flancs, de trois fleurs de lis et, en pointe, d'une grappe de raisin tigée et feuillée, le tout d'or ; au 2e de gueules de deux tours crénelées de cinq pièces d'argent ouvertes, ajourées et maçonnées de sable, posées sur deux rochers aussi d'argent issant d'ondes du même mouvant de la pointe. |
| Blason de Nogent-sur-Marne | Détails | Un logo de la commune a été réalisé fin 2009. Il allie tradition et modernité, avec une police à empattement sur la partie gauche du N, et une police contemporaine sur la partie droite. Les deux couleurs, le vert et le bleu, symbolisent respectivement le bois de Vincennes et la Marne. Il est remplacé par un nouveau en 2019. La devise de la commune est : Beauté - Plaisance         |

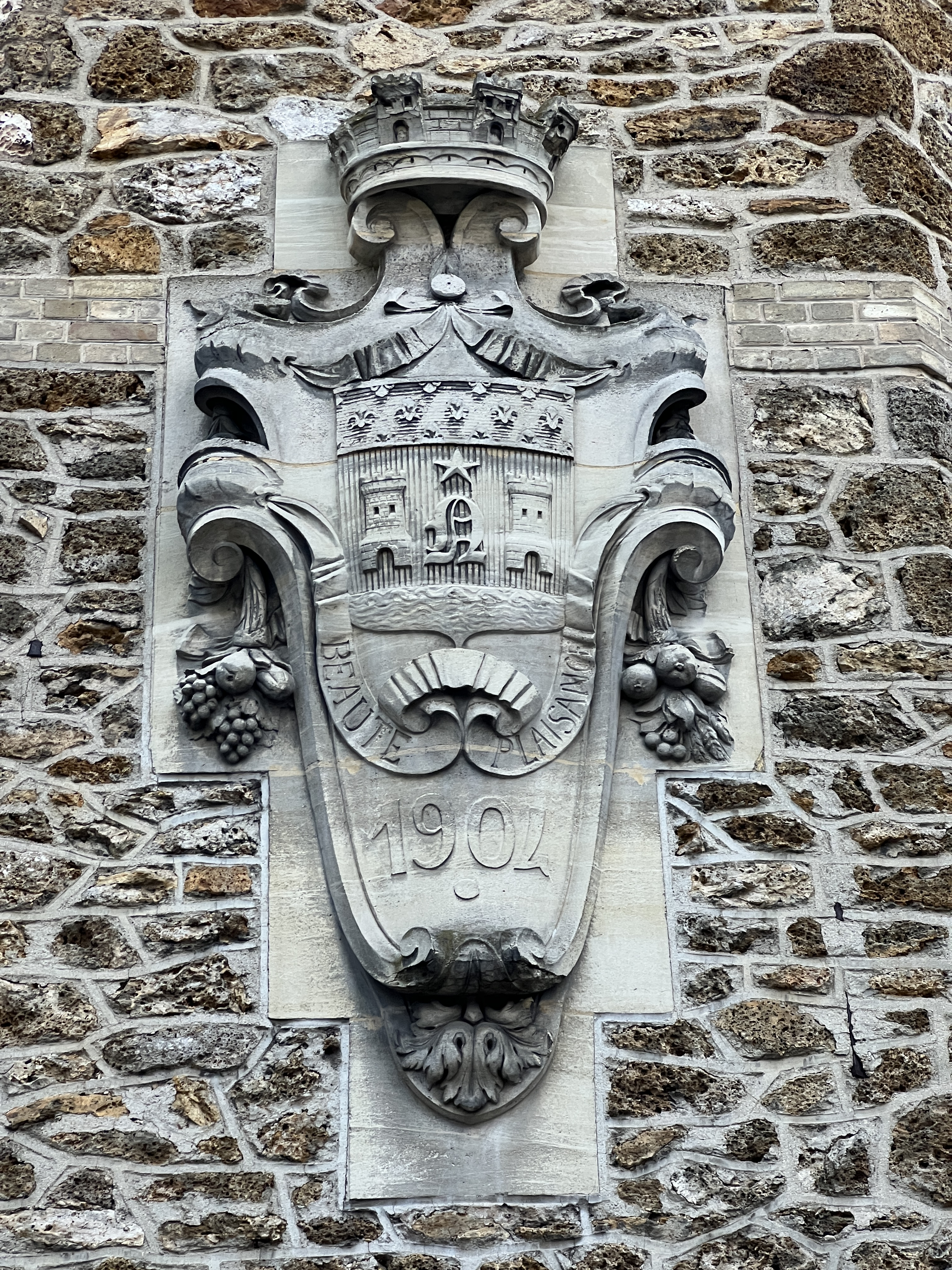
Variante des armes de Nogent-sur-marne (école Paul-Bert, 1904)
Logo de 2009 à 2019.
Logo depuis 2019.

## Pour approfondir